# Марія Анна Кароліна Савойська
Марія Анна Кароліна Карлотта Габріелла Савойська (італ. Maria Anna Carolina Carlotta Gabriella di Savoia італ. Maria Anna Carolina Carlotta Gabriella di Savoia Maria Anna Carolina Carlotta Gabriella di Savoia; 17 грудня 1757, Турин, Сардинске королівство — 11 жовтень 1824 Ступініджі, Сардинське королівство) — принцеса з Савойського дому, дочка Віктора Амадея III, короля Сардинії. Дружина принца Бенедикта Савойського; в шлюбі — герцогиня Шабле.

## Біографія
Марія Анна Кароліна Карлотта Габріелла Савойська народилася у королівському палаці у Турині 17 грудня 1757 року. Вона була дочкою Віктора Амадея III, короля Сардинії та Марії Антонії Фернанди, інфанти Іспанії. Її старшими сестрами були принцеси Марія Жозефіна, графиня Провансу і Марія Тереза, графиня д'Артуа, молодша — принцеса Марія Кароліна, принцеса Саксонії.
У березні 1775 року Марія Анна вступила в шлюб з дядьком по лінії батька, принцом Бенедиктом Савойським, герцогом Шабле. Церемонія одруження відбулась у Турині в каплиці Святої Плащаниці. Шлюб був щасливим, але бездітним. Офіційними резиденціями подружжя були палац К'яблезе у Турині і герцогський замок у Альє.
Коли у грудні 1798 року республіканська Франція окупувала Сардинське королівство, у вигнання вирушили всі члени королівської сім'ї. Герцог і герцогиня Шабле поконули Турин і переїхали на Сардинію, де залишилися до кінця 1799 року. Відтак покинули острів і оселились у Римі, у Папській області. У 1805 році вони провели кілька місяців у Флоренції, де гостювали у Людовика I, короля Етрурії та його дружини, королеви Марії Луїзи.
12 січня 1808 року помер принц Бенедикт Савойський. У 1816 році в Римі відбулась зустріч вдови герцогині Шабле з молодшим братом Карлом Феліксом і кузеном Карлом Альбертом. Їй була повернута резиденція герцогів у Турині. Під час окупації у палаці К'яблезе жили Камілло Боргезе і Поліна Бонапарт. Проте вдова герцогиня не поспішала повертатися на батьківщину. У 1820 році вона придбала у Люсьєна Бонапарта віллу Руфінелла в Фраскаті біля Риму. У 1822 році, не дивлячись на протести своїх брата і кузена, Марія Анна прийняла у своїй резиденції у Флоренції учасників заворушень у Сардинському королівстві, які сталися роком раніше.
Тільки на початку 1824 року вона повернулась у П'ємонт, де у замку у Монкальєрі зустрілася з братами, Віктором Еммануїлом I, який зрікся престолу, та новим королем Карлом Феліксом. Влітку того ж роки разом з Карлом Феліксом і його дружиною Марією Крістіною здійснила подорож по Савойї, під час якої вони відвідали Откомбське абатство.
Марія Анна Кароліна Савойська померла у мисливському палаці у Ступініджі 11 жовтня 1824 року і була похована в усипальниці Савойської династії у базиліці Суперга в Турині. Все своє майно, включаючи палац К'яблезе у Турині, герцогський замок у Альє і віллу Руфінелла в Фраскаті, вона заповіла молодшому брату Карлу Феліксу.

## Родина
Чоловік — Бенедикт Марія Мауріций Савойський (1741 — 1808), герцог Шабле, молодший син Карла Еммануїла III, короля Сардинії.
Діти: не було

## Титули
З народження і до шлюбу вона носила титул Її Королівської високості, принцеси Савойської, принцеси Сардинської та П'ємонтської. Титул Марії Анни Кароліни після одруження — Її Королівська високість, принцеса Савойська і герцогиня Шабле; ставши вдовою і до самої смерті носила титул Її Королівської високості, принцеси Савойської та вдови герцогині Шабле.